# Acanthoptura
Acanthoptura is een kevergeslacht uit de familie van de boktorren (Cerambycidae). De wetenschappelijke naam van het geslacht werd voor het eerst geldig gepubliceerd in 1894 door Fairmaire.

## Soorten
Acanthoptura omvat de volgende soorten:
- Acanthoptura denticollis Holzschuh, 1993
- Acanthoptura pallescens (Holzschuh, 1993)
- Acanthoptura sericeicollis Holzschuh, 1993
- Acanthoptura simplicicollis Holzschuh, 1993
- Acanthoptura spinipennis Fairmaire, 1894
- Acanthoptura truncatipennis Holzschuh, 1993